# Hikari
Hikari (japanisch 光市, -shi, wörtlich „Lichtstadt“) ist eine Stadt in der Präfektur Yamaguchi in Japan.

## Geographie
Hikari liegt südlich von Iwakuni an der Seto-Inlandsee.

## Geschichte
Die Stadt Hikari wurde am 1. April 1943, 1. Juli 1965 und wieder am 4. Oktober 2004 gegründet. Sie ist damit mit Yamaguchi und Ichinoseki eine von drei Städten in Japan, die dreimal das Stadtrecht verliehen bekamen.

## Verkehr

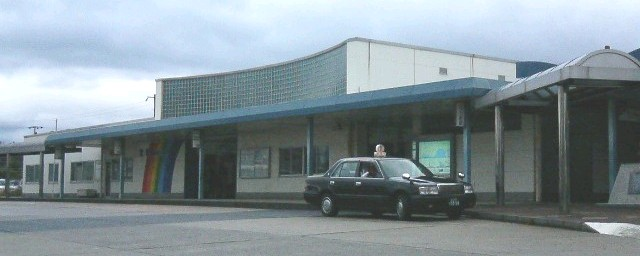
Bahnhof Hikari

- Zug:
  - JR Sanyō-Hauptlinie
- Straße:
  - Nationalstraße 188

## Söhne und Töchter der Stadt
- Itō Hirobumi (1841–1909), japanischer Politiker, Staatsmann und der erste Premierminister von Japan
- Tamai Kisaku (1866–1906), japanischer Journalist und Abenteurer
- Matsuoka Yōsuke (1880–1946), Außenminister Japans im Kabinett von Premierminister Konoe Fumimaro
- Tomoaki Kunichika (* 1973), Langstreckenläufer
- Kurao Umeki (* 1975), Langstreckenläufer

## Weblinks

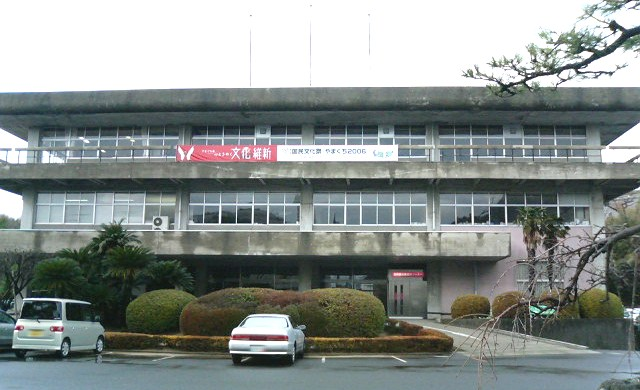
Rathaus von Hikari

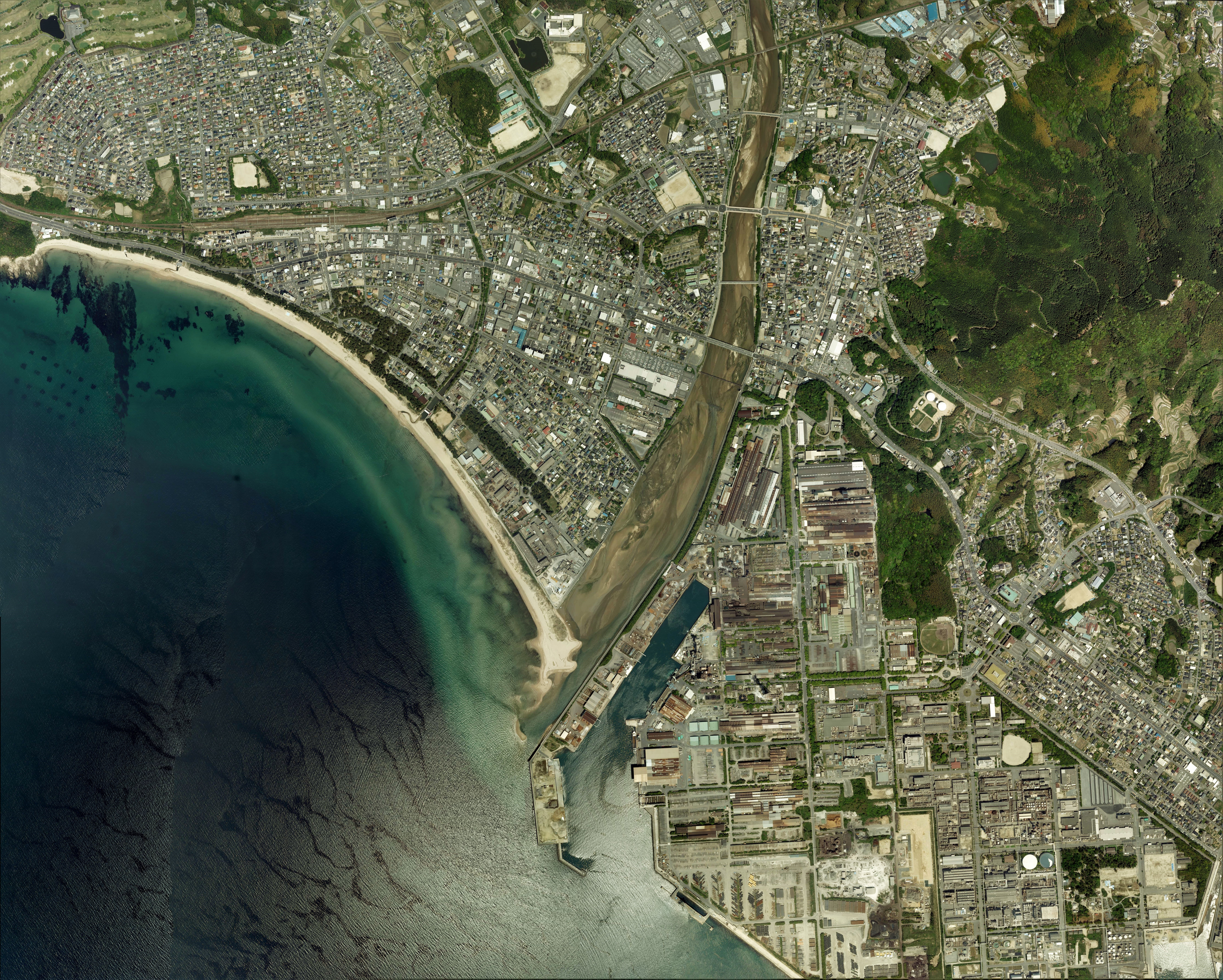
Luftaufnahme rund um das Stadtzentrum von Hikari

## Angrenzende Städte und Gemeinden
- Kudamatsu
- Yanai
- Iwakuni
- Shunan
- Tabuse